# Eilema postgrisescens
Eilema postgrisescens är en fjärilsart som beskrevs av Barend J. Lempke 1961. Eilema postgrisescens ingår i släktet Eilema och familjen björnspinnare. Inga underarter finns listade i Catalogue of Life.